# Вівчарик лісовий
Вівча́рик лісови́й (Phylloscopus inornatus) — дрібний за розмірами птах ряду Горобцеподібних. Гніздовий ареал простягається від Уралу до Анадиру, на південь до Саян, Кентея та Кореї. В Україні рідкісний залітний птах.

## Опис
Малий за розмірами птах: довжина тіла близько 10 см, а вага 5 або 7 г. Зверху цей птах має зеленкувато-оливковий колір, через тім'я проходить ледь помітна жовтувата смуга, низ білуватий, на покривних перах крила є дві світло-жовті поперечні смужки, махові й стернові пера бурі, дзьоб і ноги бурі.

## Поведінка
Зазвичай тримається в кронах дерев там, де вони є, і будучи сполоханим ховаються в них, хоча й вирізняється довірливістю. Раціон вівчарика лісового складають комахи.
Гніздо будує на землі, спираючи його до якоїсь опори — коренів дерев; розміщує гнізда також на горбках. Гніздо пухке, кулясте, з бічним входом. Кладка складається з 5-6 білих яєць, які покриті червонувато-бурими і глибокими лілуватими плямами. Самка насиджує яйця протягом 11-13 днів. Пташенята починають вилітати з гнізда десь за 12 днів після вилуплення.

## Поширення
Ареал вівчарика лісового простягається від Уралу до Анадиру, на південь до Саян, Кентея та Кореї. На зимівлю відлітає в Індію, Бірму та Індокитай. Вкрай рідко трапляється в Західній Європі, іноді й зимує там. В Україні рідкісний залітний вид, зареєстровано біля Молочного лиману, що в Запорізькій області[джерело?].